# Пучинян, Степан Филиппович
Степан Филиппович Пучинян (28 ноября 1927, Батум — 15 октября 2018, Москва) — советский и российский киноактёр, кинорежиссёр, сценарист, звукорежиссёр. Народный артист Российской Федерации (1997).

## Биография
Родился 28 ноября 1927 года в грузинском городе Батум. Окончил экономический факультет ВГИК (1950), режиссёрский факультет (1966, мастерская Я. Сегеля).
В 1950—1964 — директор на фильмах Киностудии имени М. Горького, с 1964 — режиссёр этой студии.
15 октября 2018 года скончался на 91-м году жизни в Москве. Похоронен на Троекуровском кладбище.

## Фильмография

### Актёр
- 1970 — Хуторок в степи — эпизод
- 1975 — Горожане — эпизод
- 1979 — День свадьбы придётся уточнить — бегун
- 1983 — Из жизни начальника уголовного розыска — эпизод
- 2011 — Золотая рыбка в городе N — клиент мошенников

### Режиссёр
- 1969 — Повесть о чекисте
- 1972 — Схватка
- 1976 — Самый красивый конь
- 1979 — День свадьбы придётся уточнить
- 1983 — Из жизни начальника уголовного розыска
- 1986 — Тайны мадам Вонг
- 1991 — Гангстеры в океане
- 2011 — Золотая рыбка в городе N
- 2017 — Три времени года[3] (не вышел)

#### Второй режиссёр
- 1967 — Вертикаль

### Сценарист
- 1991 — Гангстеры в океане

## Награды
- Орден Почёта (30 июня 2012 года) — за большие заслуги в развитии отечественной культуры и искусства, многолетнюю плодотворную деятельность[4]
- Народный артист Российской Федерации (25 августа 1997 года) — за большие заслуги в области искусства[5]
- Заслуженный деятель искусств РСФСР (18 октября 1991 года) — за заслуги в области киноискусства[6].
- «Серебряный крест» Союза армян России — в связи с 80-летием со дня рождения и за большие заслуги в развитии киноискусства[7].